# 경기주택도시공사
경기주택도시공사(京畿住宅都市公社, 영어: Gyeonggi Housing & Urban Development Corporation, GH)는 경기도의 산하 공기업이다. 경기도의 주택 개발 및 주거지 개선을 비롯한 주거 문제 해결을 맡고 있으며, 시행 및 시공에 관여한 공동주택의 명칭에 '자연앤' 브랜드를 사용하고 있다.

## 역사
1997년 경기지방공사로 출범한 뒤 2007년 경기도시공사로 사명을 변경하였다. 2020년 7월 15일 사명을 재차 경기주택도시공사로 변경하였다.

## 같이 보기
- 한국토지주택공사